# Бодниекс, Имант Джемсович
И́мант Дже́мсович Бодниекс (20 мая 1941, Рига) — советский велогонщик, серебряный Олимпийских игр. Заслуженный мастер спорта.
Сын Джемса Бодниекса — художника по металлу, народного художника Латвийской ССР.

## Карьера
На Олимпиаде в Токио Имант выиграл серебряную медаль в тандеме с Виктором Логуновым. На предыдущих Играх Бодниекс участвовал в спринте, но не смог пройти дальше предварительных этапов. В 1968 году в тандеме с Игорем Целовальниковым Имант занял 5-е место.